# Нововасилівка (Бахчисарайський район)
Нововаси́лівка (крим. Novovasylivka) — село в Україні, у Бахчисарайському районі Автономної Республіки Крим. Підпорядковане Поштівській селищній раді.
Розташоване на півночі району.
В селі знаходиться мечеть Нововасилівка Джамісі.

## Населення
За даними перепису населення 2001 року, у селі мешкало 647 осіб. Мовний склад населення села був таким:
| Мова              | Число ос. | Відсоток |
| ----------------- | --------- | -------- |
| українська        | 24        | 3,71     |
| російська         | 475       | 73,42    |
| кримськотатарська | 123       | 19,01    |

## Історія
Засноване село під назвою Ново-Василівка, за розповідями старожилів, на початку XX століття переселенцями — молоканами.
Вперше згадується у Статистичному довіднику Таврійської губернії. Ч.1-а. Статистичний нарис, випуск шостий Сімферопольський повіт, 1915 року, згідно з яким у селі було 10 дворів (всі двори з землею) з російським населенням у кількості 65 чоловік приписних жителів (30 чоловіків і 35 жінок), які володіли 311 десятинами зручної землі та мали у господарствах 23 коня та 8 корів.